# Sholem Aleichem

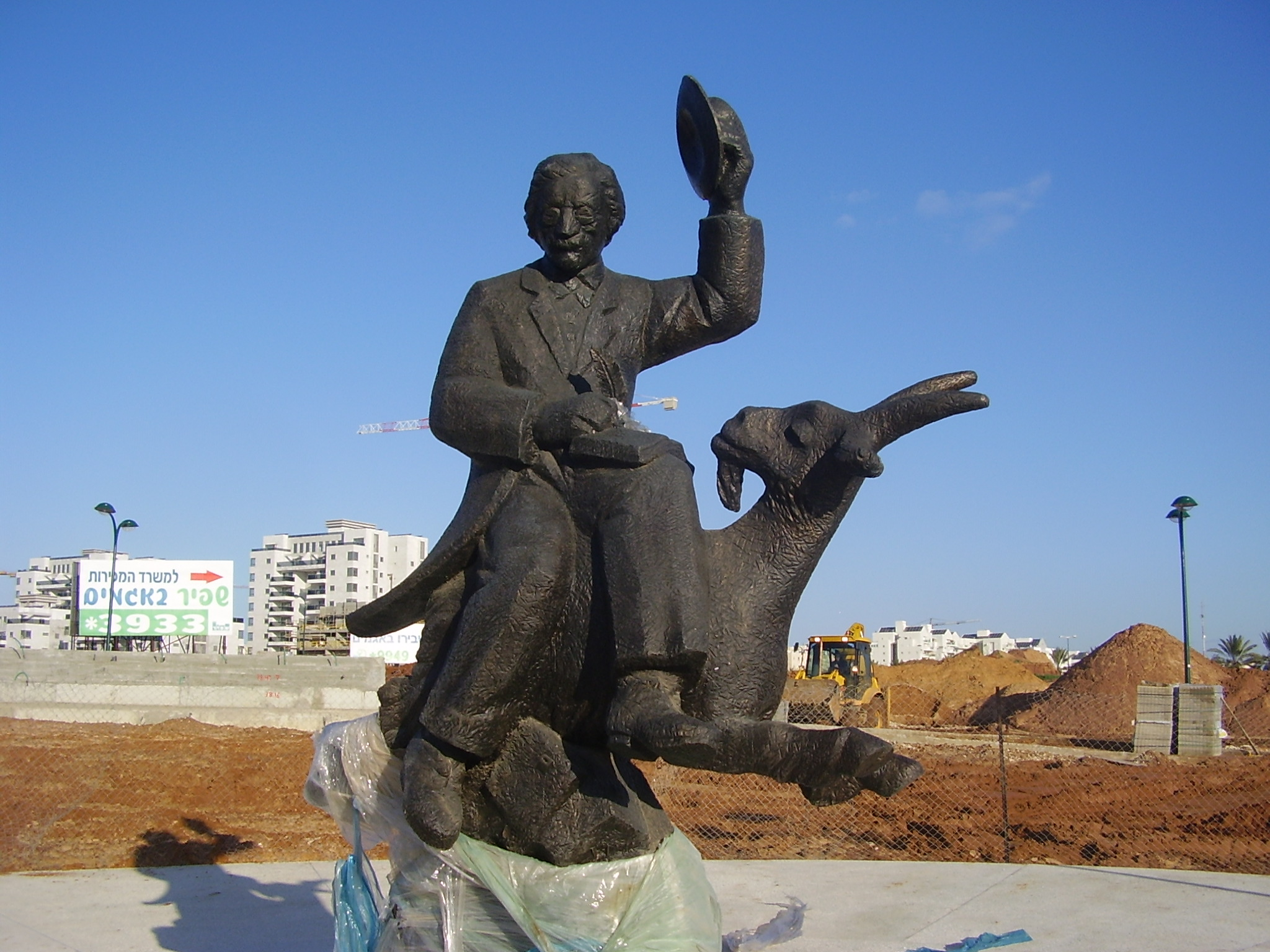
Tượng Sholem Aleichem ở Netanya, Israel

Solomon Naumovich Rabinovich, thường được người ta biết đến nhiều hơn với bút danh Sholem Aleichem (tiếng Yiddish và tiếng Hebrew: שלום־עליכם; tiếng Nga và tiếng Ukraina: Шоло́м-Але́йхем) (2 tháng 3 [O.S. 18 tháng 2] năm 1859 – 13 tháng 5 năm 1916) là một nhà văn và nhà viết kịch Yiddish hàng đầu. Vở nhạc kịch Fiddler on the Roof, dựa trên các câu chuyện về Tevye the Dairyman, là vởi kịch tiếng Anh thành công thương mại đầu tiên về cuộc sống người Do Thái ở châu Âu.

## Tiểu sử
Solomon Naumovich (Sholom Nohumovich) Rabinovich (tiếng Nga: Соломо́н Нау́мович (Шо́лом Но́хумович) Рабино́вич) sinh năm 1859 ở Pereyaslav và lớn lên ở shtetl gần đó (thị xã nhỏ với cộng đồng dân Do Thái) Voronko, ở Poltava Governorate của Đế quốc Nga (nay là tỉnh Kiev ở trung bộ Ukraina). Cha của ông, Menachem-Nukhem Rabinovich, là một nhà buôn giàu có thời đó. Tuy nhiên, một đợt thất bại trong kinh doanh đã khiến gia đình nghèo khó và Solomon Rabinovich lớn lên trong hoàn cảnh khó khăn hơn. Khi anh 13 tuổi, gia đình đã chuyển về lại Pereyaslav, nơi mẹ của anh, Chaye-Esther, qua đời vì dịch tả.